# Сражение под Алексином
Сражение под Алексином — пресечение московскими войсками попытки войск Большой Орды «перебрести» (форсировать вброд) Оку под Алексином в 1472 году. При этом сам город, находящийся на правом южном берегу Оки, был сожжён татарским войском. Неудачная попытка хана Ахмата прорваться вглубь русских земель привела к существенным изменениям во внешнеполитическом положении Московского княжества, которые часть историков считают признаком свержения ордынского ига ранее 1480 года (Стояния на Угре).

## Политическая обстановка
В 1470 году в Константинополе был восстановлен Вселенский Патриархат, киевский митрополит отошёл от унии с католической церковью. Тогда же Новгород запросил нового архиепископа не от московского митрополита, а от киевского. В то же время начались переговоры между Ахматом и королём польским и великим князем литовским Казимиром IV о совместном нападении на Русскую землю. Иван III провёл кампанию против новгородских сепаратистов, разбив их в битве на Шелони 14 июля 1471 года. Вероятно, это стало причиной вторжения ордынских войск, в то время как в августе от Ахмата в Краков прибыло посольство с положительным ответом по вопросу предоставления ярлыка на Новгород Казимиру. В том же году Казимир получил аналогичный ярлык от крымского хана Менгли-Гирея.

## Ход событий в июле 1472 года
Ахмат со всеми своими силами двинулся на Москву. Иван отправил против него коломенцев с воеводой Фёдором Хромым. Затем к этому отряду присоединились отряды Данилы Холмского и псковского наместника Ивана Васильевича Стриги Оболенского. В июле 1472 года братья Ивана Великого расположили отряд на берегу Оки. Русское войско развёртывалось на обычных направлениях ордынских нашествий — на кратчайших путях к Москве, по обе стороны Коломны.
Однако Ахмат, стремясь соединиться с Казимиром, 29 июля атаковал слабозащищённый Алексин в 120 верстах выше по течению. Нашествие татар на этом направлении оказалось для русской стороны неожиданным. Город, находившийся на обращённом к степи правом берегу Оки, не был готов к обороне, имел малочисленный гарнизон без пушек, пищалей и самострелов. Необходимость ликвидации Алексина для татар определялась их желанием переправиться через Оку именно в этом месте, по-видимому, удобном с точки зрения физико-географических условий. Согласно летописям, ордынцев к данному малолюдному месту привели изменники. Русским сторожевым постам в Поле не удалось заранее установить маршрут движения Ахмата.
Великокняжеская и Типографская летописи повествуют о том, как гарнизон Алексина с большими потерями для нападавших отразил первый штурм, предпринятый передовым отрядом ордынцев. Затем татары отказались от штурма и, окружив город со всех сторон, 31 июля подожгли его с помощью примётов. В городе от огня погибли многие защитники с жёнами и детьми, а те немногие, которые выбежали из города, были взяты в плен. Получившие 30 июля весть о нападении на Алексин полки, стоявшие на Берегу у Коломны, тотчас начали движение в сторону Алексина. Их прибытие под Алексин пришлось на 31 июля, когда ханские войска после взятия города начали преодолевать Оку вброд и на судах. Ахмату оказывали сопротивление малочисленные отряды Петра Челяднина и Семёна Беклемишева. Они хоть и не могли вступить с крупными силами Ахмата в рукопашную схватку, но осыпали их стрелами и, видимо, на некоторое время смогли задержать переправу. Казалось, сражение будет проиграно, но подоспевшие отряды князей Василия Михайловича Верейского и Юрия Васильевича Дмитровского помогли удержать позиции на Оке. Успевшие высадиться на левом берегу Оки татары были перебиты, их суда захвачены. Переправа была сорвана, началась перестрелка через реку.
1 августа к Алексину стянулись главные русские силы, в том числе и вассальная татарская конница. Великий князь Иван III с отрядом находился под Ростиславлем, Данияр, касимовский царевич — в Коломне, а князь Андрей Большой — в Серпухове. Ввиду большой массы русских войск хан Ахмат на вторую попытку преодоления реки не решился и велел отступать. Согласно летописи, на Ахмата произвёл сильнейшее впечатление вид блестящих доспехов многочисленного русского войска в солнечный день, а особая поспешность отступления имела место по причине распространившейся в ордынском войске эпидемии. Определённую роль, по-видимому, сыграло и известие о нападении на его собственный юрт Мухаммеда Шейбани. Русские войска после отхода ордынцев переправились через Оку, однако вели преследование крайне осторожно, опасаясь моровой язвы.

## Оценка и значение Алексинской кампании

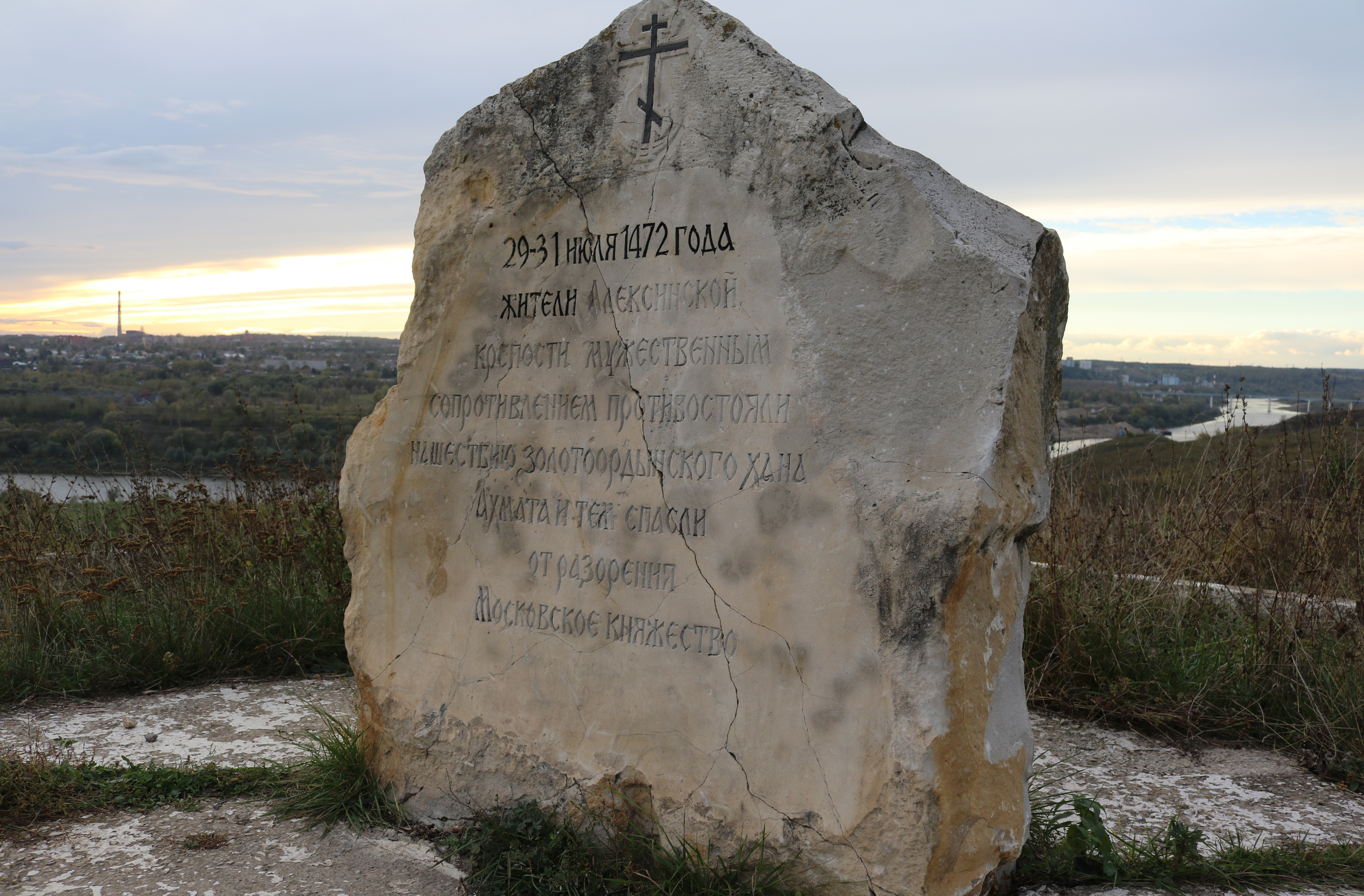
Памятник защитникам Алексина

Историк Юрий Алексеев отмечал, что Ахмату в его крупномасштабном походе на Русь не удалось достигнуть стратегической внезапности, поскольку крупное великокняжеское войско и отряды удельных князей Московского дома численностью в несколько десятков тысяч человек были своевременно мобилизованы и развёрнуты на Оке. Тем не менее, Ахмату в начале кампании сопутствовал тактический успех — неожиданный удар на алексинском направлении. Слабое оснащение Алексинской крепости на Ильинской горе и её неготовность принять удар расценивается как промах главного командования. Мужество горожан было искуплением этой ошибки. Упорная оборона Алексина дала возможность быстро подтянуться к месту боя полкам князей Василия и Юрия, а затем и главным силам великокняжеского войска. Быстрое выступление под Алексин, нападение на который не было расценено русским командованием лишь как отвлекающий удар, было верным решением. Ахмат упустил ценное время для форсирования Оки, что было причиной его поражения.
Военный успех русской стороны имел крупный политический масштаб — впервые за всю историю русско-ордынской борьбы хан не решился вступить в бой с русскими войсками, признав своё поражение. Летопись оценивает события 1472 года как победу и избавление, в то время как события стояния на Угре 1480 года — только как избавление. Согласно Вологодско-Пермской летописи, во время переговоров в 1480 году Ахмат обвинял Ивана III в неуплате дани за 9 лет, то есть с 1472 года. Прекращение выплаты дани могло стать следствием победы под Алексином.
Умерший в мае 1480 года (то есть до событий на Угре) польский хронист Ян Длугош писал об Иване III, что тот сверг варварское иго.
После 1472 года Москва начала переговоры с Крымским ханством, в которых не упоминалась зависимость Москвы от Большой Орды, а Ахмат фигурировал как общий недруг.

## В культуре
Героической обороне Алексина посвящён исторический роман петербургского писателя и военного историка Игоря Лощилова «Предтеча» (1987).